# Franz Wenzler
Franz Wenzler (Braunschweig, 26 aprile 1893 – Roma, 9 gennaio 1942) è stato un regista tedesco.

## Filmografia
- La nausea (Das Ekel), co-regia di Eugen Schüfftan (1931)
- Die Nacht ohne Pause, co-regia di Andrew Marton (1931)
- Caiser contro Caiser (Ehe mit beschränkter Haftung) (1931)
- Skandal in der Parkstraße (1932)
- Liebe, Scherz und Ernst (1932)
- Wenn die Liebe Mode macht (1932)
- Gipfelstürmer (1933)
- Uno dei tanti (Hans Westmar) (1933)
- Alle machen mit (1933) - cortometraggio
- La freccia d'acciaio (Der stählerne Strahl) (1935)
- Hundert Tage (1935)